# Principado da Sérvia
O Principado da Sérvia (em sérvio:   Кнежевина Србија / Kneževina Srbija) foi um Estado semi-independente que existiu entre 1815 e 1882 na região dos Bálcãs. Surgiu como resultado da revolução sérvia, que durou entre 1804 e 1817. 
A resistência sérvia contra o domínio do Império Otomano, que ficou durante muito tempo adormecida, surgiu no início do século XIX, com a eclosão das duas revoltas, a primeira em 1804 e a segunda em 1815. Apesar da opressão das autoridades otomanas, os líderes revolucionários sérvios conseguiram seu objetivo de libertar a Sérvia do domínio turco de longos séculos. As autoridades turcas reconheceram o estado em 1830, pela carta conhecida como Hatt-i Sharif, e Miloš Obrenović tornou-se um príncipe hereditário (Knjaz) do Principado da Sérvia.
Primeiramente, o principado incluiu apenas o território do antigo Pashaluk de Belgrado, mas entre 1831 e 1833 expandiu-se para o leste, sul e oeste. Em 1867, o exército otomano foi expulso do Principado, garantindo sua independência de facto.  A nova Constituição, em 1869, definiu a Sérvia como um estado independente. A Sérvia foi expandida para o sudeste em 1878, quando a sua independência do Império Otomano conquistou reconhecimento internacional pleno pelo Congresso de Berlim. O Principado duraria até 1882, quando foi elevado a Reino da Sérvia.

## Evolução territorial
Durante sua existência, o Principado da Sérvia foi crescendo ao sul com a anexação de territórios anteriormente sob o domínio otomano.